# 曼蒂哈爾尤

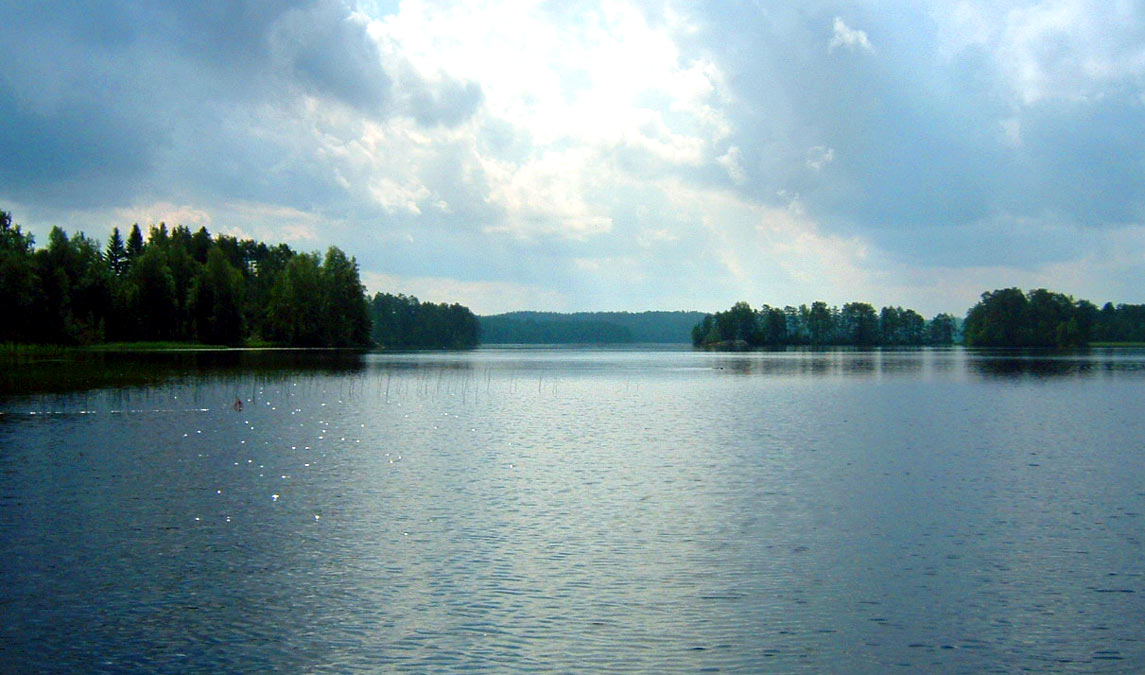
位于芬兰湖区的曼蒂哈爾尤

曼蒂哈爾尤（芬蘭語：Mäntyharju）是芬蘭南部南薩沃區的市鎮。始建於1595年，面積1,211平方公里，湖岸線長度1,520公里，2013年人口6,418，人口密度為每平方公里6.54人。

## 外部連結
- 官方网站  （文）

61°25′05″N 26°52′45″E / 61.41806°N 26.87917°E